# Fort Chiswell
Fort Chiswell es un lugar designado por el censo en el  Condado de Wythe, Virginia, Estados Unidos. Según el censo de 2000 tenía una población de 911 habitantes.

## Demografía
Según el censo del 2000, Fort Chiswell tenía 911 habitantes, 357 viviendas, y 263 familias. La densidad de población era de 29,1 habitantes por km².
De las 357 viviendas en un 35,3%  vivían niños de menos de 18 años, en un 61,9%  vivían parejas casadas, en un 8,1% mujeres solteras, y en un 26,1% no eran unidades familiares. En el 21% de las viviendas  vivían personas solas el 8,7% de las cuales correspondía a personas de 65 años o más que vivían solas. El número medio de personas viviendo en cada vivienda era de 2,54 y el número medio de personas que vivían en cada familia era de 2,94.
Por edades la población se repartía de la siguiente manera: un 24,1% tenía menos de 18 años, un 9,7% entre 18 y 24, un 32,7% entre 25 y 44, un 23,6% de 45 a 60 y un 9,9% 65 años o más.
La edad media era de 36 años.  Por cada 100 mujeres de 18 o más años  había 94,1 hombres.
La renta media por vivienda era de 37.273$ y la renta media por familia de 40.417$. Los hombres tenían una renta media de 35.464$ mientras que las mujeres 20.385$. La renta per cápita de la población era de 15.614$. En torno al 7,7% de las familias y el 8,5% de la población estaban por debajo del umbral de pobreza.

## Localidades adyacentes
El siguiente diagrama muestra a las localidades más próximas a Fort Chiswell.